# Lijst van rijksmonumenten in Den Haag/Van Hogendorpstraat
Een overzicht van de 14 rijksmonumenten in de stad Den Haag gelegen aan de Van Hogendorpstraat.
| Object | Oorspronkelijke functie? | Bouwjaar            | Architect | Locatie                 | Coördinaten?                | Nr.?   | Afbeelding |
| --- | ------------------------ | ------------------- | --------- | ----------------------- | --------------------------- | ------ | --- |
| Blok van vier rug-aan-rug gebouwde woningen op vierkante plattegrond, bestaande uit begane grond en verdieping onder een plat dak | Woonhuis                 | 1862-69             |           | Van Hogendorpstraat 52  | 52° 4' 20" NB, 4° 19' 6" OL | 459818 | Blok van vier rug-aan-rug gebouwde woningen op vierkante plattegrond, bestaande uit begane grond en verdieping onder een plat dak |
| Blok van vier rug-aan-rug gebouwde woningen op vierkante plattegrond, bestaande uit begane grond en verdieping onder een plat dak | Woonhuis                 | 1862-69             |           | Van Hogendorpstraat 56  | 52° 4' 19" NB, 4° 19' 6" OL | 459819 | Blok van vier rug-aan-rug gebouwde woningen op vierkante plattegrond, bestaande uit begane grond en verdieping onder een plat dak |
| Blok van vier rug-aan-rug gebouwde woningen op vierkante plattegrond, bestaande uit begane grond en verdieping onder een plat dak | Woonhuis                 | 1862-69             |           | Van Hogendorpstraat 68  | 52° 4' 18" NB, 4° 19' 3" OL | 459820 | Blok van vier rug-aan-rug gebouwde woningen op vierkante plattegrond, bestaande uit begane grond en verdieping onder een plat dak |
| Blok van vier rug-aan-rug gebouwde woningen op vierkante plattegrond, bestaande uit begane grond en verdieping onder een plat dak | Woonhuis                 | 1862-69             |           | Van Hogendorpstraat 72  | 52° 4' 18" NB, 4° 19' 3" OL | 459821 | Blok van vier rug-aan-rug gebouwde woningen op vierkante plattegrond, bestaande uit begane grond en verdieping onder een plat dak |
| Blok van vier rug-aan-rug gebouwde woningen op vierkante plattegrond, bestaande uit begane grond en verdieping onder een plat dak | Woonhuis                 | 1862-69             |           | Van Hogendorpstraat 84  | 52° 4' 18" NB, 4° 19' 2" OL | 459822 | Blok van vier rug-aan-rug gebouwde woningen op vierkante plattegrond, bestaande uit begane grond en verdieping onder een plat dak |
| Blok van vier rug-aan-rug gebouwde woningen op vierkante plattegrond, bestaande uit begane grond en verdieping onder een plat dak | Woonhuis                 | 1862-69             |           | Van Hogendorpstraat 88  | 52° 4' 18" NB, 4° 19' 2" OL | 459823 | Blok van vier rug-aan-rug gebouwde woningen op vierkante plattegrond, bestaande uit begane grond en verdieping onder een plat dak |
| Blok van vier rug-aan-rug gebouwde woningen op vierkante plattegrond, bestaande uit begane grond en verdieping onder een plat dak | Woonhuis                 | 1862-69             |           | Van Hogendorpstraat 100 | 52° 4' 19" NB, 4° 19' 4" OL | 461418 | Blok van vier rug-aan-rug gebouwde woningen op vierkante plattegrond, bestaande uit begane grond en verdieping onder een plat dak |
| Blok van vier rug-aan-rug gebouwde woningen op vierkante plattegrond, bestaande uit begane grond en verdieping onder een plat dak | Woonhuis                 | 1862-69             |           | Van Hogendorpstraat 104 | 52° 4' 18" NB, 4° 19' 4" OL | 461419 | Blok van vier rug-aan-rug gebouwde woningen op vierkante plattegrond, bestaande uit begane grond en verdieping onder een plat dak |
| Blok van vier rug-aan-rug gebouwde woningen op vierkante plattegrond, bestaande uit begane grond en verdieping onder een plat dak | Woonhuis                 | 1862-69             |           | Van Hogendorpstraat 116 | 52° 4' 19" NB, 4° 19' 6" OL | 461420 | Blok van vier rug-aan-rug gebouwde woningen op vierkante plattegrond, bestaande uit begane grond en verdieping onder een plat dak |
| Blok van vier rug-aan-rug gebouwde woningen op vierkante plattegrond, bestaande uit begane grond en verdieping onder een plat dak | Woonhuis                 | 1914 (huidige vorm) |           | Van Hogendorpstraat 120 | 52° 4' 18" NB, 4° 19' 1" OL | 461421 | Blok van vier rug-aan-rug gebouwde woningen op vierkante plattegrond, bestaande uit begane grond en verdieping onder een plat dak |
| Blok van vier rug-aan-rug gebouwde woningen op vierkante plattegrond, bestaande uit begane grond en verdieping onder een plat dak | Woonhuis                 | 1862-69             |           | Van Hogendorpstraat 132 | 52° 4' 18" NB, 4° 19' 1" OL | 461422 | Blok van vier rug-aan-rug gebouwde woningen op vierkante plattegrond, bestaande uit begane grond en verdieping onder een plat dak |
| Blok van vier rug-aan-rug gebouwde woningen op vierkante plattegrond, bestaande uit begane grond en verdieping onder een plat dak | Woonhuis                 | 1862-69             |           | Van Hogendorpstraat 136 | 52° 4' 18" NB, 4° 19' 1" OL | 461423 | Blok van vier rug-aan-rug gebouwde woningen op vierkante plattegrond, bestaande uit begane grond en verdieping onder een plat dak |
| Blok van vier rug-aan-rug gebouwde woningen op vierkante plattegrond, bestaande uit begane grond en verdieping onder een plat dak | Woonhuis                 | 1862-69             |           | Van Hogendorpstraat 148 | 52° 4' 18" NB, 4° 19' 1" OL | 461424 | Blok van vier rug-aan-rug gebouwde woningen op vierkante plattegrond, bestaande uit begane grond en verdieping onder een plat dak |
| Blok van vier rug-aan-rug gebouwde woningen op vierkante plattegrond, bestaande uit begane grond en verdieping onder een plat dak | Woonhuis                 | 1862-69             |           | Van Hogendorpstraat 152 | 52° 4' 17" NB, 4° 19' 2" OL | 461425 | Blok van vier rug-aan-rug gebouwde woningen op vierkante plattegrond, bestaande uit begane grond en verdieping onder een plat dak |